# Perennialisme
Het perennialisme, ook wel eeuwige wijsheid en eeuwige filosofie genoemd, is een filosofische, spirituele stroming die alle religieuze tradities van de wereld beschouwt als een enkele, metafysische waarheid of oorsprong waaruit alle esoterische en exoterische kennis en leer is gegroeid.
Het perennialisme heeft zijn wortels in de belangstelling van de renaissance voor het neoplatonisme en het idee van het Ene, waaruit al het bestaan zou voortkomen. Marsilio Ficino (1433-1499) probeerde het hermetisme te integreren met het oud-Griekse en joods-christelijke denken, en onderscheidde een prisca theologia die in alle eeuwen terug te vinden was. Giovanni Pico della Mirandola (1463-1494) suggereerde dat de waarheid in veel, in plaats van slechts twee, tradities kon worden gevonden. Hij stelde een harmonie voor tussen het denken van Plato en Aristoteles, en zag aspecten van de prisca theologia in Averroes (Ibn Rushd), de Koran, de Kabbala en andere bronnen.
Agostino Steuco (1497-1548) bedacht de term philosophia perennis (Latijn: 'eeuwigdurende wijsheid'). De term verwijst naar een groep van universele filosofische problemen, principes en concepten van God, vrijheid en onsterfelijkheid die al eeuwenlang het primaire onderwerp van het filosofisch denken vormen. Een tweede betekenis van deze term zijn de grondslagen van de rooms-katholieke christelijke principes, in het bijzonder die van Thomas van Aquino en de neothomisten.
Een meer populaire interpretatie pleit voor universalisme, het idee dat alle religies, onder schijnbare verschillen, naar dezelfde waarheid wijzen. In het begin van de 19e eeuw propageerden de transcendentalisten het idee van een metafysische waarheid en universalisme en tegen het einde van deze eeuw maakte de Theosophical Society het universalisme verder populair, niet alleen in de westerse wereld, maar ook in westerse koloniën. In de 20e eeuw werd universalisme verder gepopulariseerd door de op Advaita Vedanta geïnspireerde traditionalistische school, die pleitte voor een metafysische, enkele oorsprong van de orthodoxe religies. 
De stroming werd ook populairder door Aldous Huxley en zijn boek Eeuwige wijsheid (The Perennial Philosophy), dat werd geïnspireerd door neo-vedanta en de traditionalistische school. In zijn boek definieert hij de eeuwige filosofie als volgt:
“De metafysica die een goddelijke werkelijkheid erkent die de basis vormt van de wereld van dingen en levens en geesten; de psychologie die in de ziel iets vindt dat lijkt op of zelfs identiek is met de goddelijke werkelijkheid; de ethiek die het uiteindelijke doel van de mens plaatst in de kennis van de immanente en transcendente grond van alle bestaan – deze is eeuwenoud en universeel. Overblijfselen van de eeuwige filosofie kunnen worden gevonden in de traditionele kennis van primitieve volkeren in alle streken van de aarde, en in haar volledig ontwikkelde vormen heeft ze een plaats in elk van de hogere religies.”— Aldous Huxley, 1945